# Kristen ateism

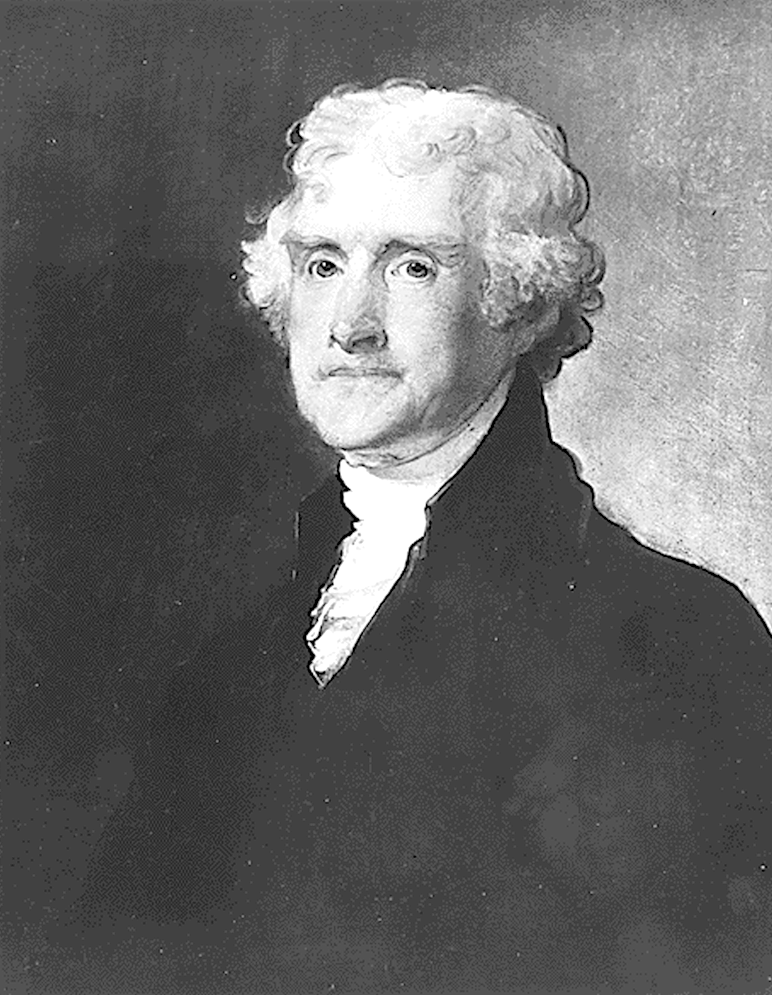
Thomas Jefferson.

Kristen ateism är ett trossystem där kristendomens Gud avvisas men där Jesus från Nasarets lära följs. Thomas Jefferson publicerade till exempel en bok med titeln The Life and Morals of Jesus of Nazareth vilken helt och hållet avfärdade tanken på en gudom.
De flesta kristna ateister föreställer sig Jesus som en vis och god man och accepterar hans morallära samtidigt som man avvisar hans gudomlighet. Kristna ateister ser Jesus som ett exempel på hur en kristen människa bör vara och leva, men de betraktar honom inte som Gud. De menar att Gud aldrig existerat, eller att det en gång funnits en Gud, men som nu är död, (jämför deism och Gud-är-död-teologi). Vissa menar att "Gud" bara är ett ord som står för våra högsta ideal.
Tankarna bakom kristen ateism skapades genom teologers försök att förena kristendomen med vårt alltmer sekulariserade samhälle. Kristna ateister avfärdar det nuvarande och traditionella kristna budskapet, och vill göra kristendomen mer meningsfull för människor i den moderna världen. Man menar att det inte finns någon annan värld än den materiella värld som vi lever i nu, och att vi själva ger mening åt våra liv. Trots att Jesus inte ses som gudomlig är han fortfarande central inom den kristna ateismen.